# Jan Czarny
Jan Czarny, właśc. Jan Czerny (ur. 15 lipca 1918 w Kaliszu, zm. 3 listopada 1985 w Łodzi) – polski poeta, prozaik, satyryk, tłumacz literatury radzieckiej i czeskiej, autor tekstów estradowych i scenariuszy filmów animowanych, malarz.

## Życiorys
Ukończył Gimnazjum im. Asnyka w Kaliszu, następnie Państwowy Instytut Sztuk Plastycznych (Poznań). W latach 1939–1943 przebywał w obozie jenieckim w ZSRR. W latach 1943–1946 służył w LWP. Po wojnie osiadł w Łodzi. W 1945 roku debiutował na łamach prasy łódzkiej jako satyryk. W latach 1948–1978 był redaktorem w Studiu Opracowań Filmów. W 1959 roku otrzymał nagrodę Ministra Kultury i Sztuki za przekłady satyry czeskiej. Współpracował stale z tygodnikiem "Odgłosy" i kwartalnikiem "Osnowa". Pisał teksty krytyczne o sztuce i literaturze oraz wstępy do katalogów wystaw artystycznych. W 1957 r. był pomysłodawcą i współzałożycielem Piątego koła, które skupiało najwybitniejszych łódzkich poetów, malarzy, architektów i historyków sztuki, organizowało wystawy i opublikowało dwa zeszyty poetycko-malarskie. W 1962 r. otrzymał wyróżnienie na festiwalu w Oberhausen za film animowany z jego scenariuszem. Jan Czarny był członkiem ZLP i ZAiKS-u.
Odznaczony Srebrnym Krzyżem Zasługi, Srebrnym Medalem „Zasłużonym na Polu Chwały” i Odznaką „Zasłużony Działacz Kultury”.

## Życie prywatne
Jego żoną w latach 1984–1985 była poetka i krytyczka literacka – Lucyna Skompska.
Pochowany na cmentarzu komunalnym Doły w Łodzi (kwatera: XVIII, rząd: 1, grób: 62).

## Twórczość
- Fraszki
- Spojrzenia (poezja)
- 333 fraszki
- Fraszki i antyfraszki
- Tresowany motyl (opowiadania)
- Albinos (powieść)
- Zacieki (powieść)
- Epigranaty: fraszki, aforyzmy[8]
- Korekta śniegu (poezja)[9]
- Fabryka kurzu (opowiadania)[10]
- Obroża nie wszystkich obraża (wybór aforyzmów)[11]